# 枚方市立杉中学校
枚方市立杉中学校（ひらかたしりつ すぎちゅうがっこう）は、大阪府枚方市杉四丁目にある公立中学校。
従来の枚方市立津田中学校・枚方市立長尾中学校の2校の校区の一部を分離再編し、1982年に設立された。枚方市の東部、新興住宅地と田園地帯が混在した地域を校区としている。大阪府内にある中学校の中で最も東に位置している。

## 沿革
- 1982年4月1日 - 枚方市立杉中学校として、現在地に開校。
- 1982年6月30日 - プール完成。この日を創立記念日とする。
- 1982年7月 - 開校記念式典を実施。

## 通学区域
- 枚方市立氷室小学校、枚方市立菅原東小学校の通学区域全域。
- 枚方市立藤阪小学校の通学区域の一部。

## 交通
- 片町線（学研都市線） 藤阪駅 東へ約1km。